# Карл Доплер
Карл Доплер (нім. Karl Doppler; 12 вересня 1825, Лемберг, Австрійська імперія нині Львів, Україна — 10 березня 1900, Штутгарт, Німеччина) — угорський композитор, флейтист і диригент українського походження. Брат Франца Доплера, батько Арпада Доплера.

## Життєпис
Карл Доплер народився 1825 року.
Він часто виступав у концертах дуетом разом з братом Францем. До 1865 року працював музичним директором у Театрі в Будапешті (Угорщина), в 1865—1898 роках очолював Штутгартську придворну капеллу, для якої написав кілька опер.